# カステルノーヴォ・バリアーノ
カステルノーヴォ・バリアーノ（伊: Castelnovo Bariano）は、イタリア共和国ヴェネト州ロヴィーゴ県にある、人口約2,600人の基礎自治体（コムーネ）。

## 地理

### 位置・広がり

#### 隣接コムーネ
隣接するコムーネは以下の通り。括弧内のMNはマントヴァ県、VRはヴェローナ県所属を示す。
- ベルガンティーノ
- ボルゴカルボナーラ (MN)
- カステルマッサ
- チェネゼッリ
- ジャッチャーノ・コン・バルケッラ
- レニャーゴ (VR)
- セルミデ・エ・フェローニカ (MN)
- ヴィッラ・バルトロメーア (VR)

### 気候分類・地震分類
カステルノーヴォ・バリアーノにおけるイタリアの気候分類 (it) および度日は、zona E, 2355 GGである。
また、イタリアの地震リスク階級 (it) では、zona 3 (sismicità bassa) に分類される。